# Gnome Monosoupape
O Gnome Monosoupape (termo francês para válvula única), foi um motor giratório introduzido em 1913 pela Société Des Moteurs Gnome.

## Projeto
Ele usava um inteligente sistema de controle de válvulas envolvendo um menor número de peças móveis em relação a outros projetos, tornando o Monosoupape uma dos mais confiáveis da sua época. O projetista de aviões britânico Thomas Sopwith descreveu o Monosoupape como "individualmente, um dos maiores avanços da aviação".
Produzido sob licença na Grã Bretanha, o motor foi construído em larga escala nas versões de sete e nove cilindros, esse último sendo produzido com duas disposições diferentes, os tipos B-2 e N.

## Variantes
Estas foram as variantes produzidas:
Gnome Monosoupape 7 Type A
(1916) Sete-cilindros giratório, 80 hp. Dimensões: 110 x 150 mm.
Gnome Monosoupape 9 Type B-2
(1916) None-cilindros giratório, 100 hp. Dimensões: 110 x 150 mm. 2.188 unidades produzidas sob licença na Grã Bretanha.
Gnome Monosoupape 9 Type N
(1917) None-cilindros giratório, 150 a 160 hp. Dimensões: 115 x 170 mm.

## Utilização

### Monosoupape 7
- Avro 504
- Avro 511
- Bristol-Coanda G.B.75
- Sopwith Pup

### Monosoupape 9 Type B-2
- Avro 504
- Airco DH.2
- Airco DH.5
- Alcock Scout
- BAT Bantam
- Blackburn Scout
- Blackburn Twin Blackburn
- Blackburn Triplane
- Bristol-Coanda T.B.8
- Bristol Scout
- Coventry Ordnance Works Biplane No 2
- FBA Type C Hidroavião
- Nieuport 12
- Nieuport 28
- Royal Aircraft Factory B.E.8
- Royal Aircraft Factory F.E.8
- Short S.70
- Short S.80
- Short Type C
- Sopwith Circuit Seaplane
- Sopwith Gunbus
- Sopwith Tabloid
- Sopwith Sociable
- Sopwith Type 807 Folder Seaplane
- Sopwith Two-Seat Scout
- Sopwith Schneider
- Sopwith Pup
- Sopwith F.1 Camel
- Vickers Gunbus (FB.2, 3, 5, 6 e 7)
- Vickers E.S.1 Bullet
- Vickers F.B.12
- Vickers F.B 19 Bullet

### Monosoupape 9 Type N
- Nieuport 28C
- Sopwith F.1 Camel
- Morane-Saulnier AI